# ウルトラ警備隊 空想特撮ゲーム
『ウルトラ警備隊 空想特撮ゲーム』（ウルトラけいびたい くうそうとくさつゲーム、英題：Ultra X Weapons）は、セタが開発して1996年にバンプレストより発売されたアーケードゲーム。特撮作品群ウルトラシリーズに登場する防衛チームの機体を操り、怪獣や宇宙人と戦う縦スクロールシューティングゲームである。

## 概要
ウルトラマン誕生30周年記念作品。『ウルトラマン』から『ウルトラマン80』の特撮7作品が原典となっている。ただし、家庭用ゲーム機には移植されていない。
プレイヤーが操作するのは科特隊やウルトラ警備隊の戦闘機。選択できる自機は各作品に登場した機体7種類で、それぞれ性能が異なる。2人同時プレイも可能だが、1プレイヤー側と2プレイヤー側は同じ機体は使用できない。
操作系は8方向レバー+3ボタン。レバーで自機を操作し、それぞれのボタンはショット、空中機雷、ウルトラボムに対応。
ショットは前方向にセミオートで射撃（ショットボタンの押しっ放しで連射可能だが、しばらく連射された後に途切れる。）し、アイテムを取ることでショット自体のパワーアップと、ホーミングミサイル、サイドショットが追加される。
空中機雷は画面内に8発まで放出可能で、出された位置に留まって一定時間が経つか敵が衝突すると爆発する。
回数制限のあるウルトラボムは、通常のシューティングゲームのボンバーに相当しており、機体に対応したウルトラマンが画面に登場し画面内の敵を一掃して去っていく。ウルトラマンが登場している間は自機に緑色のバリアが表示され、完全無敵状態になる。
自機が落とされるとランダムでウルトラの父が画面下から登場し、右手に持っているウルトラアレイからばら撒く光線で360度攻撃してから去っていく。
全7面で、初期4ステージ（ウルトラマン、ウルトラセブン、帰ってきたウルトラマン、ウルトラマンA）の攻略順は任意に選択が可能。後半3ステージはウルトラマンタロウ、ウルトラマンレオ、ウルトラマン80のステージの順番に攻略する必要があり、難易度も相応に高くなる。
最終面のステージ7であるウルトラマン80のボス・ファイヤードラコを撃破した後、出現するゼットンを倒すとエンディングとなる。

## 登場機体
選択できる7種類の自機は、機体によりスピードやショットの特性が異なる。ウルトラボムで呼び出せるウルトラマンは選んだ機体によって決定される。アイテムを取ることによって、最高16段階までショットのパワーアップが可能。
ジェットビートル（ウルトラマン、科学特捜隊）
ショットの攻撃範囲は針のように狭いが移動スピードが最速。ボムは、ウルトラマンがスペシウム光線を前方120度の仰角でばら撒いて攻撃する。
ウルトラホーク1号（ウルトラセブン、ウルトラ警備隊）
ショットは、ミサイルのような形状でパワーアップするごとに攻撃範囲が広がる。ボムは、セブンが広範囲にブーメランのように自分に戻るアイスラッガーを放つ。戻ってくるアイスラッガーにも攻撃判定がある。
マットアロー1号（帰ってきたウルトラマン、MAT）
ショットは、ワイドショットでパワーアップするごとに威力が上がる。ボムは、ジャックが巨大な八つ裂き光輪を前方に発射する。攻撃力はボム中最強。
タックスペース（ウルトラマンA、TAC）
ショットは、パワーアップするごとに射線数が増え攻撃範囲が広がる。ボムは、エースがヴァーチカルギロチンを前方に放つ（ジャックと同様の攻撃。）。ジャックのボムより攻撃範囲が広い。
コンドル1号（ウルトラマンタロウ、 ZAT）
ショットは、リング状でパワーアップするごとに個数が増え攻撃範囲が広がる。ショット最強状態では横にもショットを撃てるようになるため、全機体で最も攻撃範囲が広い。ボムは、タロウがストリウム光線を前方120度の仰角でばら撒いて攻撃する（ウルトラマンと同じ。）。なお、唯一必殺技名を言う。
マッキー3号（ウルトラマンレオ、MAC）
ショットは、炎のような前方一直線のみで攻撃範囲は最も狭いが、威力は高い。パワーアップするごとに威力が上がる。ボムは、レオがタイマーショットで前方の広範囲に連続照射する。
シルバーガル（ウルトラマン80、UGM）
機体のサイズが大きく、移動スピードは遅いがショットの威力は高い。全機体中で唯一、メインショット以外に貫通する左右二門のレーザーを装備している。ボムは、80がワイドに広がるウルトラスパイラルビームを前方に発射して攻撃する。

## アイテム
アイテムはステージ中時折現れるアイテムキャリアを撃つと出現する。
どのアイテムも取った瞬間1秒ほど緑色のバリアが自機に表示され、その間は無敵となるため、後半ではこれを生かした敵弾回避テクニックも存在する。
P
自機ショットが1段階パワーアップされる。最高16段階まで。ショット16段階時からさらにPアイテムを取ると、自機の左右から攻撃できるサイドショットが備わる。ただしショット16段階のあいだはPアイテムが出てこないため、サイドショットを付けたい場合は15段階目でPアイテムを2個出現させ、それを連続で取得するなどのテクニックが必要となる。
M
敵を自動追尾するホーミングミサイルを発射。最初は1度に1発だが、Mアイテムを取る毎に発射本数が増えていき、最大6発まで発射できる。
B
ウルトラボムのストックが1個追加される。最大9個まで。
1UP
自機が1機エクステンドされる。このゲームには得点によるエクステンドは無い。
 ?
ショットとミサイルがフルパワーになりサイドショットも装備される。
赤い正八面体
取得時点での（プレイヤースコア百の位の数+1）×1000点のボーナス得点が加算される。ただし、百の位が9の場合は10000点ではなく9000点になる。

## ステージ構成
前述のとおり前半1 - 4ステージのプレイ順はプレイヤーの任意選択であるが、ステージナンバーは常時固定されている。ボスは出現してから時間が経つと少しずつ狂暴化して攻撃パターンが変化する。
また、ステージ音楽は各ステージの作品のOPテーマ・オフボーカル版となっており、バックコーラスなどはOPの内容をサンプリングしたものを演奏する。
| ステージ | 区域     | ステージ音楽                                         | 中ボス       | ステージボス               | ステージ解説 |
| 1        | JAPAN    | 『ウルトラマンの歌』（作曲：宮内國郎）               | ゴモラ       | バルタン星人               | 序盤は日本の五重塔や桜咲く城郭の上空での戦い。中盤にはゴモラが建物を踏み潰しつつ出現する。都市上空でバルタン星人との戦い。                       |
| 2        | AMERICA  | 『ウルトラセブンの歌』（作曲：冬木透）               | レッドキング | キングジョー               | 海上から始まり陸地へ、住宅街を背景に進んでいく。中盤ではマグマ地帯でレッドキングとの戦い。ニューヨークでキングジョーとの戦い。                   |
| 3        | EUROPE   | 『帰ってきたウルトラマン』（作曲：すぎやまこういち） | ギエロン     | ベムスター                 | ヨーロッパの街上空での戦い。中盤～後半では冬山地帯での戦いとなる。                                                                               |
| 4        | CHINA    | 『ウルトラマンエース』（作曲：葵まさひこ）           | （無し）     | バキシム                   | 万里の長城上空での戦い。長城を抜け平原でバキシムとの戦いとなる。ちなみにステージ1～4のボス戦音楽はウルトラマンAより『TACの歌』（作曲：冬木透）。 |
| 5        | AIR ZONE | 『ウルトラマンタロウ』（作曲：川口真）               | エレキング   | ゲラン                     | 地球上空、高高度での空中戦。 |
| 6        | SPACE    | 『ウルトラマンレオ』（作曲：川口真）                 | （無し）     | ノーバ                     | 宇宙空間での戦い。全編宇宙空間のため地上敵は存在しない。                                                                                         |
| 7        | MOON     | 『ウルトラマン80』（作曲：木村昇）                   | （無し）     | ファイヤードラコ、ゼットン | 月面での戦い。自機の行く手を阻む障害物が登場する。ステージボスはファイヤードラコの撃破後にゼットンと連戦。                                       |